# 三垭镇
三垭彝族乡，是中华人民共和国四川省甘孜藏族自治州九龙县下辖的一个乡镇级行政单位。2019年12月，撤销俄尔彝族乡、三垭彝族乡，设立三垭镇，以原俄尔彝族乡和原三垭彝族乡所属行政区域为三垭镇的行政区域，三垭镇人民政府驻龙塘子村4组32号。

## 行政区划
三垭彝族乡下辖以下地区：
龙塘子村、老鸹村、郎呷村和马颈子村。